# Eucera actuosa
Eucera actuosa är en biart som först beskrevs av Cresson 1878. Den ingår i släktet långhornsbin och familjen långtungebin. Inga underarter finns listade i Catalogue of Life.

## Beskrivning
Eucera actuosa har svart grundfärg. Honan har rödbruna leder på benen, mörka, halvgenomskinliga vingar med gråbruna ribbor, och vita hårband på tergiterna 2 till 5 (på tergit 5 är endast sidorna av hårbandet vitt, resten mörkbrunt). Honans behåring är kort, gles och blekt gulbrun på mellankroppens ovansida, vitare på undersidan. Hennes kroppslängd är omkring 11 mm.
Hanen har gula markeringar på clypeus och labrum. Behåringen är gles som hos honan, men längre. Kroppslängden varierar från 7,5 till 11 mm.

## Utbredning
Arten lever i Nordamerika från sydvästligaste Kanada (British Columbia) över västra USA till nordligaste Mexiko (Sonora).

## Ekologi
Eucera actuosa  är ett solitärt, det vill säga icke-socialt bi, som bygger sina larvbon i marken. Biet övervintrar som vuxet. Arten är polylektisk, den flyger till blommande växter från många olika familjer, som korgblommiga växter, strävbladiga växter, korsblommiga växter, kaktusväxter, ärtväxter, videväxter, rosväxter, grobladsväxter och tamariskväxter.